# Richard Austin Bastow
Richard Austin Bastow (14 de mayo de 1839 hasta el 14 de mayo de 1920) fue un naturalista y briólogo australiano.
R.A. Bastow nació en Edimburgo, Escocia, hijo del clérigo erudito James Austin Bastow. Fue educado en la Royal Grammar School En 1862 se fugó con Catherine Broadbent a Estados Unidos, Austin Bastow su hijo, nació en Cleveland, Ohio en 1867. Richard y Catherine regresaron a Inglaterra debido a la delicada salud de la madre de Catalina, después de su muerte Richard y Catherine decidieron emigrar a Tasmania, Australia, en 1884 a la ciudad de Hobart. Tuvo 5 hijos, de los cuales 2 mueren jóvenes, los otros tres fueron un hijo, Austin y 2 hijas, Dorothea Kate y Daisy Winifred. Richard y Catherine fueron enterrados en el Cementerio General Booroondara, Melbourne, Australia
Fue en Tasmania que Bastow se interesó en la briología. Su obra definitiva, Mosses of Tasmania, fue publicado en Hobart en 1886. Otras obras importantes le siguieron en los últimos años. Su último escrito fue Victorian Hepaticae en 1914, que fue pionero en el campo de ese estado australiano.
En 1888 se trasladó a Victoria, llegando a bordo del 'Mangana' el 13 de marzo. En Victoria trabajó inicialmente en privado, pero más tarde se convirtió en un empleado del Departamento de Obras Públicas hasta su jubilación. Richard encontró en el autoempleo una tarea que no era adecuada para el, ya que siendo empleado le permitía seguir su verdadera pasión de las "algas y musgos". Él fue en gran parte responsable de la original Lonja del Pescado de Melbourne. En Victoria, continuó con su trabajo de campo y entusiasta presentación de ponencias en el Campo de Naturalistas del Club y la Real Sociedad de Victoria. Él fue miembro de la Sociedad Linneana de Londres entre 1885 y 1889
Después de su muerte, su hijo Austin donó al Museo Nacional de Melbourne su colección de más de 10.000 moluscos. Su colección principal está en el Melbourne Herbario, otras colecciones en el Museo de Victoria.
Las siguientes especies se nombran en honor de Bastow:
Cyclostrema bastowi
Orbitestella bastowi
Daphnella bastowi
Asperdaphne bastowi
- La abreviatura «Bastow» se emplea para indicar a Richard Austin Bastow como autoridad en la descripción y clasificación científica de los vegetales.[2]